# Cunina frugifera
Cunina frugifera är en nässeldjursart som beskrevs av Paul Torben Lassenius Kramp 1948. Cunina frugifera ingår i släktet Cunina och familjen Cuninidae. Inga underarter finns listade i Catalogue of Life.